# Oskar Maria Graf
Oskar Maria Graf (Berg am Starnberger See, 22. srpnja 1894. – New York, 28. lipnja 1967.), njemački književnik.
Kao radikalni socijalist sudjelovao je u njemačkom revolucionarnom pokretu. Bio je protivnik nacionalsocijalista od samog početka. 1933. godine emigrirao je u Beč, pa u Prag. Nacisti su pokušali prisvojiti njegovo djelo, a on im odgovara čuvenim protestom "Spalite me" (Verbrennt mich), poslije čega su mu oduzeli njemačko državljanstvo. Od 1938. godine živio je u SAD. Autor je pjesama i novela, no prvenstveno je romanopisac, slikar svojega bavarskog zavičaja. Njegov se izraz odlikuje razumijevanjem za tzv. malog čovjeka i krepkim pučkim humorom.

## Djela
- "Revolucionari",
- "Divni ljudi",
- "Mi smo uznici",
- "Bavarski Dekameron",
- "Život moje majke",
- "Veliko seljačko zrcalo",
- "Anton Sittinger".